# Start (collection)
Pour les articles homonymes, voir Start.
Start est une collection de bande dessinée de l'éditeur Soleil Productions publiant des séries humoristiques pour la jeunesse.

## Liste des publications
- Anatole et compagnie
- Astrid la petite vandale
- Captain Perfect
- Daffodil
- Flibustor
- Les Garnimos
- Hero Academy
- Heroic Pizza
- Izbarkan le sorcier
- Kegoyo et Klamédia
- Kerozen et Gazoleen
- La Véritable Histoire des Krashmonsters
- Lys
- Matt et Higgins
- Monster Allergy
- Le P'tit Cosmonaute
- Les P'tits Diables
- Will